# Simona Dimic
Simona Dimic, slovenska inženirka kemijske tehnologije in političarka?, * 14. oktober 1969, Ljubljana.
Od decembra 2008 do 24. oktobra 2010, ko je na lastno željo odstopila s funkcije, je bila vodja Kabineta predsednika vlade Republike Slovenije.